# Jonge Democraten
Les Jeunes Démocrates (en néerlandais Jonge Democraten, JD) sont un mouvement de jeunesse social libéral néerlandais, affilié au parti libéral de gauche Démocrates 66 (D'66). Le mouvement compte plus que 5 000 adhérents.
Les Jeunes Démocrates sont créés en 1984. Ils sont dirigés par un Bureau national, élu par le Congrès national. Le Congrès se réunit tous les six mois. Le président actuel est Wouter van Erkel.
Les Jeunes Démocrates sont membres du LYMEC et d’IFLRY, qui sont les organisations des jeunes libéraux européens et mondiaux.